# Métrôon
Dans la Grèce antique, un Métrôon (en grec ancien : Μητρῷον, dérivé de μήτηρ θεῶν, la « mère des dieux », désignant Cybèle, qui se confond avec Rhéa et Déméter) désigne un temple grec dédié à Cybèle.
Parmi ceux-ci, le Métrôon d'Athènes et le Métrôon d'Olympie sont les plus connus.

## Métrôon d'Athènes
L'ancien Bouleutérion d'Athènes est un édifice carré de l'agora d'Athènes, mesurant 23 m de côté.
On suppose qu'il possédait cinq supports intérieurs, mais aucune trace n'en fut retrouvée par l'archéologie. C'est la taille et l'emplacement de l'édifice qui ont permis de l'identifier comme étant l'ancien Bouleutérion (où se réunissaient les Bouleutes).
Au Ve siècle av. J.-C., après la construction du nouveau Bouleutérion, il réunit encore la Boulè, mais sert aussi à conserver les archives de la cité (rôle qu'il conserve quand la Boulè ne s'y réunit plus).
Par la suite, le Métrôon devient un sanctuaire dédié à Rhéa (mère des dieux de l'Olympe).
En 140 av. J.-C., une nouvelle construction est érigée au-dessus du Métrôon.

## Métrôon d'Olympie
Le Métrôon d'Olympie est un édifice périptère d'ordre dorique situé dans la zone septentrionale, la plus sacrée de l'Altis (le « bois sacré » entouré d'un péribole), près du temple d'Héra. De plan ramassé (6 x 11 colonnes), il est construit au IVe – IIIe siècles av. J.-C.. Les seuls vestiges de ce temple consistent en une partie du stylobate et de l'entablement.

### Liens externe
- Bouleutérion et Métrôon